# Ingrid Godon
Pour les articles homonymes, voir Godon (homonymie).
Ingrid Godon, née le 29 août 1958 à Wilrijk (Anvers) (Belgique), est une autrice et illustratrice belge néerlandophone de littérature de jeunesse.

## Biographie
Ingrid Godon est belge, originaire des Pays-Bas, et vit à Lierre. 
Elle a suivi un an la formation de l'Académie des Beaux-Arts de Lierre, et est ensuite suivie par son ancien professeur Rik Van den Brande, illustrateur également.
Ses principaux matériaux d'illustration sont « les pastel gras, les crayons de couleur et la peinture ».
Elle commence à illustrer des ouvrages à la fin des années 1980. Au milieu des années 1990, et durant plusieurs années, elle illustre les dizaines d'albums de la série Nelly et César, écrites par divers auteurs.
Ses albums en néerlandais sont traduits dans plusieurs langues, dont le français. 
Ses ouvrages ont été sélectionnés deux fois à la Foire du livre de jeunesse de Bologne, et ont reçu plusieurs prix, dont le prix Vlag en Wimple, ou le Prix Libbylit 2014,. En 2015, 2016, 2020, 2021, 2022, et 2024, elle est sélectionnée pour le prestigieux prix suédois, le Prix commémoratif Astrid-Lindgren,.
Deux des ouvrages qu'elle a illustrés figurent dans les « Listes d'honneur » de l'Union internationale pour les livres de jeunesse : en 2014, l'album jeunesse de Sylvie Neeman Quelque chose de grand, et en 2016, l'ouvrage Je pense, sur des textes de Toon Tellegen.

## Collaborations

### Avec Toon Tellegen
L'album illustré paru en 2011, (nl) Ik wou, sur des textes de Toon Tellegen (en) issus de sa galerie « de portraits étranges, énigmatiques et nostalgiques » d'une trentaine de personnages, obtient le Prix Libbylit 2014,. Il est traduit en 2013 aux éditions La Joie de lire sous le titre J'aimerais. L'ouvrage inaugure une nouvelle collection chez l'éditeur, la collection « Hors norme ».

Elle explique en 2013, à propos de ses portraits : 

« J’ai toujours été attirée par les photos de famille. Je me souviens de celles qui se trouvaient dans la chambre de mes grands-parents. J’ai également toujours dessiné des têtes de bonshommes et j’ai beaucoup de livres de photos de famille que je consulte très volontiers. J’aime ces photos en studio de gens endimanchés, avec des vêtements empruntés, aux manches trop longues ou pantalons trop courts. On voit à leur regard qu’ils ne sont pas très heureux. »

De plus, « Ingrid Godon a toujours été attirée par les portraits du photographe borain Norbert Ghisoland (1878-1939) », et elle a puisé ses inspirations dans d'anciennes photographies pour créer ses portraits. Elle a ensuite demandé à l'écrivain Toon Tellengen de s'en imprégner, pour ses textes. Il « s’est inspiré des regards et visages tellement singuliers de l’artiste pour imaginer les vies, désirs et regrets de tous ces personnages », selon le journal La Libre Belgique, qui mentionne plusieurs mois plus tard, lors de la publication française de l'album : « Philosophiques, singuliers, sincères, ils trahissent nos peurs, désirs, souffrances ou regrets pour un dialogue graphique et littéraire. Presque tous les textes commencent par "J’aimerais" ». Ingrid Godon précise également : 

« Je n’aime pas dessiner les gens heureux. J’aime qu’ils soient mystérieux. On se pose alors des questions, on se demande ce que raconte leur regard, quelle histoire se cache derrière leurs yeux. »

Une exposition au même titre « Ik wou », comportant les portraits originaux d'Ingrid Godon, est réalisée au Musée M de Louvain en 2011 et 2012, puis en itinérance. En 2013, elle est exposée au Wolf, la Maison de la littérature jeunesse, à Bruxelles.
Le succès de l'ouvrage et de leur collaboration amène les deux auteurs à publier un deuxième ouvrage en 2014, (nl) Ik denk, récompensé du Boekenpauw (nl) 2015, et présent dans la « Liste d'honneur 2016 » de l'Union internationale pour les livres de jeunesse. Il est traduit en 2015 sous le titre Je pense. Un troisième album voit le jour en 2016 (nl) Ik moet — pas encore traduit.

### Avec André Sollie
En 2001 paraît l'album (nl) Wachten op matroos, sur un texte d'André Sollie, qu'elle illustre. Il obtient plusieurs prix en Belgique et aux Pays-Bas, dont le prix Vlag en Wimple, le Gouden Griffel, le Boekenpauw (nl), et le Boekenwelp. L'ouvrage paraît en français aux éditions Être en 2003, co-traduit par son créateur Christian Bruel, sous le titre Attendre un matelot.
Les mêmes éditions françaises publient leur ouvrage suivant sous le titre Un bus pour Hawaï, en 2004.

### Avec Carl Norac
Ingrid Godon illustre également plusieurs albums jeunesse écrits par l'auteur belge francophone Carl Norac, dont certaines publications en anglais.
En 2005, Le géant de la grande tour, qu'elle illustre, invite à une réflexion autour du terrorisme,. Carl Norac se dit « impuissant face au terrorisme aveugle — même si j’ai essayé d’en parler avec espoir dans cet album. »
En 2016, elle illustre également l'album Un ours et moi, et moi, et moi, et selon un article du journal La Libre Belgique sur l'ouvrage : « Ensemble, ils créent un univers tendre, drôle et profond. La musique de Carl Norac épouse les points de vue d’Ingrid Godon pour une mise en perspective des pensées et des traits. »

### Avec Sylvie Neeman
Elle illustre deux albums écrits par l'autrice suisse Sylvie Neeman. Le premier, en 2012, Quelque chose de grand « surprend et séduit tant par son graphisme que par son écriture [...] ; l’histoire d’un petit qui voudrait être grand afin de pouvoir faire quelque chose de grand dans sa vie, ce qui, c’est bien connu, est important. [...] La solution finira par apparaître au fil d’un dialogue délicieusement absurde, et philosophique lui aussi, entre le petit et le grand », selon la critique du journal La Libre Belgique. L'ouvrage est présent dans la « Liste d'honneur 2014 » de l'Union internationale pour les livres de jeunesse.
Leur deuxième album, Le petit bonhomme et le monde, paraît en 2016. Les deux ouvrages sont « Coup de cœur » 2013 et 2016 du Centre national de la littérature pour la jeunesse (BnF),.

## Œuvre

### Publications
La liste complète de ses publications et leurs traductions est disponible sur son site, en fichier PDF de 26 pages.

### Sélections

#### Autrice et illustratrice
- Théo construit un chariot, Bayard Jeunesse, 2003 (traduit du néerlandais)
- Théo fait un gâteau, Bayard Jeunesse, 2003 (traduit du néerlandais)
- Théo part en bateau, Bayard Jeunesse, 2003 (traduit du néerlandais)
- Théo travaille au jardin, Bayard Jeunesse, 2003 (traduit du néerlandais)
- Bonjour, monsieur Pouce !, Bayard jeunesse, 2003
- Le livre des fêtes , La Joie de lire, 2009 [(nl) Het feestenboek, Lannooo, 2006 ]
- Sur la plage, La Joie de lire, 2010 [(nl) Naar zee, Lannoo, 2007] Coup de cœur 2010 du Centre national de la littérature pour la jeunesse (BnF)[21]

#### Illustratrice
- Série Nelly et César, plusieurs dizaines d'albums de divers auteurs, éd. Averbode, 1999-2013 (série traduite du néerlandais)

- Belles histoires pour débutants, texte de Bruno Boen ; ill. de Godon Ingrid, Le ballon, 1989
- Le grand catalogue des petits curieux, conception d'Héloïse Antoine ; ill., Ingrid Godon, Casterman, 1994
- Le grand catalogue des petits écoliers, conception d'Héloïse Antoine ; ill., Ingrid Godon, Casterman, 1995
- Le grand catalogue des petits vacanciers, conception d'Héloïse Antoine ; ill., Ingrid Godon, Casterman, 1996
- Le grand alphabet des petits curieux, conception d'Héloïse Antoine ; ill., Ingrid Godon, Casterman, 1997
- Pépin et Flocon, d'après une idée de Brigitte Minne ; texte Laurence Bourguignon, ill. de Ingrid Godon, Mijade, 1997
- Le grand catalogue des petits artistes', conception d'Héloïse Antoine ; ill., Ingrid Godon, Casterman, 1998
- Mais qu'allons-nous faire de ce terrible bébé ?, texte de Cressida Cowell ; ill. par Ingrid Godon ; trad. par Héloïse Antoine, Casterman, 2000 [(en) What shall we do with the boo hoo baby ?, 2000 ]
- L'anniversaire de Flocon, texte de Brigitte Minne ; ill. Ingrid Godon ; adapt. L. Bourguignon, Mijade, 2001
- J'apprends à lire avec les autocollants, texte de Dolorès Mora, ill. de Ingrid Godon, Lito, 2001
- Qui veut un bisou ? , texte de Éric Simard ; ill. par Ingrid Godon, Bayard Jeunesse, 2001
- Un si beau bébé, texte de Martine Oborne ; ill. par Ingrid Godon, Bayard Jeunesse, 2002
- Pani, la petite fille du Groenland, texte de Jorn Riel ; illustrations de Ingrid Godon ; traduit du danois par Inès Jorgensen ; Hachette Jeunesse, 2002
- Attendre un matelot, texte d'André Sollie ; ill. de Ingrid Godon ; trad. du néerlandais par Séverine Lebrun et Christian Bruel, éd. Être, 2003 [(nl) Wachten op matroos, Querido, 2001 ] Gouden Griffel - Prix Vlag en Wimple[3] - Boekenpauw (nl) 2001 - Boekenwelp[2]
- Un bus pour Hawaï, texte d'André Sollie ; ill. par Ingrid Godon ; trad. du néerlandais par Séverine Lebrun et Christian Bruel, éd. Être, 2004 [(nl) De bus naar Hawaii, Querido, 2003.]
- Le journal de Clara, texte de Brigitte Peskine ; ill., Ingrid Godon, Hahette Jeunesse, 2004
- Mon papa est un géant, texte de Carl Norac ; ill. par Ingrid Godon, Bayard jeunesse, 2004 ; publication parallèle en anglais : (en) My daddy is a giant, Macmillan, 2004 Kakelbontprijs 2005
- Le géant de la grande tour[14], texte de Carl Norac, ill. de Ingrid Godon, Sarbacane, 2005
- Le concert, texte de Jaak Dreesen ; ill. par Ingrid Godon ; trad. du néerlandais par Emmanuèle Sandron, Circonflexe, 2005 [(nl) Het concert, 2003 ] Vlag en Wimpel 2004
- Anna Maria Sofia et Petit Max, texte de Edward van de Vendel ; illustré par Ingrid Gordon ; traduit du néerlandais par Emmanuèle Sandron, Circonflexe, 2005 [ (nl) Anna Maria Sofia en de kleine e Cor, 2004 ]
- Une maman, c'est magique !, Carl Norac ; illustré par Ingrid Godon, Bayard jeunesse, 2006 ; publication parallèle en anglais : (en) My mummy is magic, Macmillan, 2006
- (en) Tell me a story, Mummy, texte de Carl Norac, ill. Ingrid Godon, Macmillan, 2007
- Le concours de bisous, texte de Carl Norac, ill. de Ingrid Godon, Bayard jeunesse, 2008
- Grand-pa, texte de Edward van de Vendel ; illustré par Ingrid Godon ; traduit du néerlandais par Emmanuèle Sandron, Albin Michel, 2008 [(nl) Kleinvader, 2007 ] Vlag en Wimpel 2008
- (de) Rita, texte de Heinz Janisch, ill. de Ingrid Godon, Bloomsbury, Berlin, 2012 Österreichischer Kinder (de) 2013.
- Quelque chose de grand[17], texte de Sylvie Neeman, ill. de Ingrid Godon, La Joie de lire, 2012 Coup de cœur 2013 du Centre national de la littérature pour la jeunesse (BnF)[18] - « Liste d'honneur 2014 » de l'Union internationale pour les livres de jeunesse[8].
- J'aimerais[10],[12],[11], textes de Toon Tellegen, portraits de Ingrid Godon ; traduit du néerlandais par Maurice Lomré, collection « Hors norme », La Joie de lire, 2013 [(nl) Ik wou, 2011 ]  Prix Libbylit 2014[4],[5] - Coup de cœur 2013 du Centre national de la littérature pour la jeunesse (BnF)[22]
- Léo et... , texte de Imme Dros, ill. de Ingrid Godon ; traduit du néerlandais par Maurice Lomré, La Joie de lire, 2014 [(nl) Dit is Oele, 2012 ] Vlag en Wimpel 2014
- Lila et..., texte de Imme Dros, ill. de Ingrid Godon ; traduit du néerlandais par Maurice Lomré, La Joie de lire, 2014 [(nl) Dit is Lila, 2012 ]
- (nl) Porselein, texte de Paul Verrept ; ill. de Ingrid Godon, De Enhoorn, 2015
- Madame de Staël prend sa plume, texte de Bridget et Caroline Dommen, ill. de Ingrid Godon, La Joie de lire, 2015 White Ravens 2016
- Je pense, textes de Toon Tellegen, portraits de Ingrid Godon ; traduit du néerlandais par Maurice Lomré, collection « Hors norme », La Joie de lire, 2015 [(nl) Ik denk, 2014 ]  Boekenpauw (nl) 2015 - Special Mention Ilustrarte 2016 - « Liste d'honneur 2016 » de l'Union internationale pour les livres de jeunesse[9] - Coup de cœur 2016 du Centre national de la littérature pour la jeunesse (BnF)[23]
- Le petit bonhomme et le monde, texte de Sylvie Neeman, ill. de Ingrid Godon, La Joie de lire, 2016  Coup de cœur 2016 du Centre national de la littérature pour la jeunesse (BnF)[19]
- Un ours et moi, et moi, et moi[1], texte de Carl Norac, illustrations d'Ingrid Godon, Pastel, L'École des loisirs, 2016 [(nl) Ik en de beer ]
- (nl) Ik moet, textes de Toon Tellegen, portraits de Ingrid Godon, Lannoo, 2016
- Le banc au milieu du monde, texte de Paul Verrept, illustrations de Ingrid Godon, traduction de néerlandais par Emmanuèle Sandron, Alice éditions, 2019 [(nl) De bank : niemand weet het, maar dese bank, in deze stad is het midden van de wereld, 2014 ]

## Expositions
- « Ik Wou », d'après l'ouvrage au même titre, sur des textes de Toon Tellegen, portraits de Ingrid Godon, 2011 ; traduit en 2013 en français sous le titre J'aimerais ; exposition au Musée M de Louvain[13], 2011-2012 ; puis exposition itinérante[1], dont au Wolf[10], la Maison de la littérature jeunesse, à Bruxelles, en 2013.
- « Autour de Léo et... et Lila et... »[24], d'après les deux albums jeunesse publiés en 2012 et traduits en français sous les titres Léo et... et Lila et... , texte de Imme Dros, ill. de Ingrid Godon ; traduits du néerlandais par Maurice Lomré, et publiés à La Joie de lire en 2014 ; exposition itinérante.

## Prix et distinctions
- Vlag en Wimpel 2001 pour (nl) Wachten op matroos (Attendre un matelot), texte de André Sollie
- Boekenwelp 2001 pour (nl) Wachten op matroos (Attendre un matelot)
- Boekenpauw (nl) 2001 pour (nl) Wachten op matroos (Attendre un matelot)
- Gouden Griffel 2001 pour (nl) Wachten op matroos (Attendre un matelot)
- Pluim van de maand pour (nl) Boos in de doos, texte de Ben Kuipers.
- Oostenrijkse Kinder- und Jugendbuchpreis 2003 pour (de) Ich bin dein Freund
- Vlag en Wimpel 2004 pour (nl) Het concert (Le concert), texte de Jaak Dreesen
- Kakelbontprijs 2005 pour (nl) Mijn papa is een reus (traduction néerlandaise du texte original en français Mon papa est un géant), texte de Carl Norac
- Vlag en Wimpel 2008 pour (nl) Kleinvader ( Grand-pa), texte de Edward van de Vendel
- Pluim van de maand 2009 pour (nl) Wie knipt de tenen van de reus?
- Boekenpluim 2009 pour (nl) Morgen was het feest, texte de Toon Tellegen
- Oostenrijkse Kinder- und Jugendbuchpreis 2013 pour (de) Rita, texte de Heinz Janisch
- Sélection Deutscher Jugendliteraturpreis 2013[25] , catégorie Livre illustré, pour J’aimerais (traduction de (nl) It wou)), textes de Toon Tellegen
- Prix Libbylit 2014, décerné par l'IBBY, pour J’aimerais (traduction de (nl) It wou)), textes de Toon Tellegen
- Vlag en Wimpel 2014 pour (nl) Dit is Oele (Léo et...), texte de Imme Dros
- « Liste d'honneur 2014 » de l'Union internationale pour les livres de jeunesse[8] pour Quelque chose de grand, texte de Sylvie Neeman
- Boekenpauw (nl) 2015 pour (nl) Ik denk (Je pense), textes de Toon Tellegen
- Special Mention Ilustrarte 2016 pour (nl) Ik denk (Je pense), textes de Toon Tellegen
- « Liste d'honneur 2016 » de l'Union internationale pour les livres de jeunesse[9] pour (nl) Ik denk (Je pense), textes de Toon Tellegen
- White Ravens 2016 pour Madame de Staël prend sa plume, texte de Bridget et Caroline Dommen
- Zilveren Palet 2016 pour (nl) Mijn opa is een boom, texte de Kim Crabeels
- Sélections 2015, 2016, 2020, 2021, 2022 et 2024 pour le Prix commémoratif Astrid-Lindgren[6],[7]

## Documentation
- « Ingrid Godon », dans le dossier « Flandre et Pays-Bas », La Revue des livres pour enfants no 209, février 2003